# Microdracoides
Genre
Synonymes
- Schoenodendron Engl.[2]

Microdracoides est un genre de plantes de la famille des Cyperaceae.

## Liste d'espèces
Selon BioLib (8 août 2017) :
- Microdracoides squamosa Hua

Selon Catalogue of Life (8 août 2017) :
- Microdracoides squamosa Hua

Selon World Checklist of Selected Plant Families (WCSP) (8 août 2017) :
- Microdracoides squamosa Hua (1906)

Selon NCBI (8 août 2017) :
- Microdracoides squamosus

Selon The Plant List (8 août 2017) :
- Microdracoides squamosa Hua

Selon Tropicos (8 août 2017) :
- Microdracoides squamosus Hua